# 瓦勒鲁瓦欧索勒
瓦勒鲁瓦欧索勒（法語：Valleroy-aux-Saules，法語發音：[valʁwa o sol] ⓘ）是法国大東部大區孚日省的一个市镇，属于讷沙托区。

## 地理
瓦勒鲁瓦欧索勒（48°14'53"N, 6°8'34"E）面积5.03 平方千米，位于法国大東部大區孚日省，该省份为法国东北部内陆省份，北起默兹省和默尔特-摩泽尔省，西接上马恩省，南至上索恩省和贝尔福地区省，东临上莱茵省和下莱茵省。
与瓦勒鲁瓦欧索勒接壤的市镇（或旧市镇、城区）包括：巴祖瓦耶和梅尼勒、阿热库尔、伊蒙、马德库尔、马龙库尔、朗库尔、沃洛特和塔蒂涅库尔。

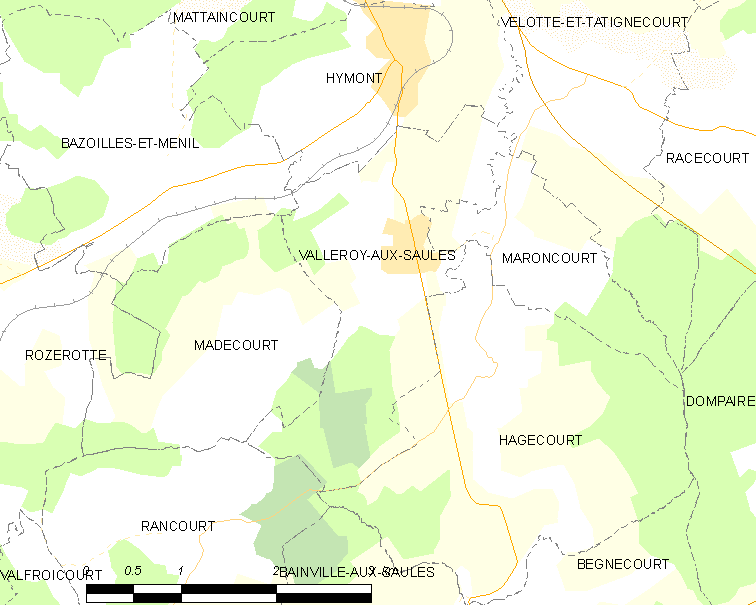
瓦勒鲁瓦欧索勒的OSM定位图

瓦勒鲁瓦欧索勒的时区为UTC+01:00、UTC+02:00（夏令时）。

## 行政
瓦勒鲁瓦欧索勒的邮政编码为88270，INSEE市镇编码为88489。

## 政治
瓦勒鲁瓦欧索勒所属的省级选区为米尔库尔县。

## 人口

1962-2008年间瓦勒鲁瓦欧索勒人口变化图示

瓦勒鲁瓦欧索勒于2022年1月1日时的人口数量为256人。